# Мощиново
Мощиново— деревня в Смоленской области России, в Монастырщинском районе. Население — 1 житель (2007 год).. Расположена в западной части области в 14 км к северу от Монастырщины, у автодороги Монастырщина — Смоленск, на левом берегу реки Вихра. Входит в состав Соболевского сельского поселения. Ранее входила в состав Стегримовского сельсовета.

## Известные люди
20 сентября 1923 года в деревне родился дважды Герой Советского Союза Колдунов А. И. .

## Достопримечательности
Бронзовый бюст Колдунова А. И. на гранитном постаменте. Установлен в 1950 году. Скульпторы Кондратьев А. С., Сотников А. В.